# Туль (округ)
Округ Туль (фр. Arrondissement de Toul) — округ у Франції, в департаменті Мерт і Мозель. 2023 року округ об'єднував 118 муніципалітетів, населення становило 65 746 осіб.
Адміністративний центр (супрефектура) — Туль.

## Муніципалітети
Список муніципалітетів округу:
1. Абонкур
2. Авренвіль
3. Ажевіль
4. Аллам
5. Аллен
6. Амонвіль
7. Андії
8. Аннонвіль-Сюземон
9. Ансовіль
10. Арнавіль
11. Байонвіль-сюр-Мад
12. Баньє
13. Баризе-ла-Кот
14. Баризе-о-Плен
15. Баттіньї
16. Бевзен
17. Бернекур
18. Бікеле
19. Блено-ле-Туль
20. Бомон
21. Брюле
22. Буа-де-Е
23. Буврон
24. Буйонвіль
25. Бук
26. Бюлліньї
27. Вавіль
28. Ванделевіль
29. Ванделенвіль
30. Ванн-ле-Шатель
31. В'євіль-ан-Е
32. Вілле-ле-Сек
33. Вілле-Сент-Етьєнн
34. Вільсе-сюр-Тре
35. Вільсе-сюр-Мад
36. Гондревіль
37. Гримонвіль
38. Грорувр
39. Дамвіту
40. Долькур
41. Домевр-ан-Е
42. Домжермен
43. Доммартен-ла-Шоссе
44. Доммартен-ле-Туль
45. Евзен
46. Екрув
47. Енжере
48. Ессе-е-Мезре
49. Жайон
50. Желокур
51. Жемонвіль
52. Жерміні
53. Жибоме
54. Жі
55. Жольні
56. Коломбе-ле-Бель
57. Крезій
58. Крепе
59. Ксамм
60. Ксонвіль
61. Курсель
62. Ланеввіль-деррієр-Фуг
63. Ланьє
64. Ле-Сен-Ремі
65. Ліме-Ременовіль
66. Ліронвіль
67. Люсе
68. Маме
69. Мандр-о-Катр-Тур
70. Манонвіль
71. Манонкур-ан-Воевр
72. Марс-ла-Тур
73. Меній-ла-Тур
74. Мінорвіль
75. Мон-ле-Віньобль
76. Мон-л'Етруа
77. Мутро
78. Нов'янт-о-Пре
79. Онвіль
80. Оше
81. Панн
82. Паньє-деррієр-Барин
83. П'єрр-ла-Треш
84. Прені
85. Пюксьє
86. Пюльне
87. Рамберкур-сюр-Мад
88. Руайоме
89. Санзе
90. Селенкур
91. Сен-Боссан
92. Сен-Жульєн-ле-Горз
93. Сешпре
94. Соксеротт
95. Соксюр-ле-Ванн
96. Спонвіль
97. Трамблекур
98. Трамон-Лассю
99. Трамон-Сент-Андре
100. Трамонт-Емі
101. Тронвіль
102. Тронд
103. Туль
104. Тює-о-Грозей
105. Тьйокур-Реньєвіль
106. Фав'єр
107. Фе-ан-Е
108. Фекокур
109. Фліре
110. Фонтенуа-сюр-Мозель
111. Франшвіль
112. Фуг
113. Шамбле-Бюсьєр
114. Шаре
115. Шарм-ла-Кот
116. Шодне-сюр-Мозель
117. Шолуа-Менійо
118. Юрюфф